# Vertou
Vertou (bretonsko Gwerzhav, gelsko Vrezou) je jugovzhodno predmestje Nantesa in občina v zahodnem francoskem departmaju Loire-Atlantique regije Loire. Leta 1999 je naselje imelo 20.268 prebivalcev.

## Geografija
Naselje se nahaja na jugovzhodnem obrobju Nantesa ob rekah Sèvre Nantaise in Vertonne; je njegovo peto največje predmestje.

## Administracija
Vertou je sedež istoimenskega kantona, v katerega je poleg njegove vključena še občina Les Sorinières s 26.507 prebivalci. Kanton je sestavni del okrožja Nantes.

## Pobratena mesta
- Morges (Švica).